# ファイザーヘルスリサーチ振興財団
公益財団法人ファイザーヘルスリサーチ振興財団(Pfizer Health Research Foundation)は、「ヘルスリサーチ」と総称される調査研究の我が国における振興を図るため、この分野の調査研究プロジェクトへの助成および研究者の育成を主たる事業とする。旧所管は厚生労働省大臣官房厚生科学課で、1993年（平成5年）に設立された。

## 概要
- 所在：東京都渋谷区代々木3-22-7
- 理事長：島谷克義（ファイザー株式会社顧問）
- 常務理事：豊沢泰人（ファイザー株式会社コーポレート・アフェアーズ統括部長）

その他の役員については、同団体ホームページにて公開している。

## 事業
- ヘルスリサーチに関する以下の事業を行う。

1. 諸外国の実態等の調査研究
2. 国際共同研究等に対する助成
3. 研究者の海外派遣・招聘に対する助成等研究者の育成
4. 国際ワークショップの開催等国際交流事業の実施